# Paulinho Guitarra
Paulo Ricardo Rodrigues Alves (Niterói-RJ, 16 de novembro de 1954), mais conhecido como Paulinho Guitarra, é um guitarrista brasileiro, notório por seu trabalho com a banda Vitória Régia, grupo que acompanhava o cantor Tim Maia É dele, por exemplo, a co-autoria da música “O Caminho do Bem”, presente no disco Tim Maia Racional, Vol. 2 e que faz parte da trilha-sonora do filme Cidade de Deus, de Fernando Meireles. 
Reconhecido como um dos grandes guitarristas da MPB, e pioneiro da guitarra funk brasileira, Paulinho foi eleito, em 2012, um dos 70 mestres brasileiros da guitarra e do violão pela Rolling Stone Brasil, que disse que ele é um dos grandes "da guitarra soul e funk no Brasil".
Em seu curriculo, Paulinho conta com trabalhos com a banda Os Adolescentes (1967 a 1969), Cassiano, Hyldon, Sidney Magal, Novo Som, Carlos Dafé, Sandra de Sá, Gerson King Combo, Banda Black Rio, Celso Blues Boy, Bebel Gilberto, Cazuza, Alynaskyna, Leo Gandelman Cláudio Zoli e Marina Lima.
Desde 1992 toca com o cantor Ed Motta.
Em 2009 foi lançado o filme "Paulinho Guitarra em Solos e Aventuras" (Direção: Cláudio Salles), que conta a sua história.

## Carreira
Paulinho começou a tocar profissionalmente aos doze anos, quando em 1967, criou a banda "Os Adolescentes”, considerada “um dos melhores conjuntos de baile do Estado do Rio de Janeiro”, conquistando vários prêmios e festivais. 
Em 1970, Paulinho foi convidado para fazer parte da banda de Gerson King Combo. Logo depois se tornou músico da banda Vitória Régia, grupo que acompanhava o cantor Tim Maia, com o qual tocou de 1971 a 1977.
Ainda nessa época trabalhou com os cantores Cassiano e Carlos Dafé. 
Por conta desses trabalhos, a edição de agosto de 1999 da revista Guitar Player disse que Paulinho era o “criador da guitarra funk brasileira”.
Durante os anos 1980 acompanhou em shows e gravações a
cantora Marina Lima e a lendária banda de rock “sulista” fluminense “Alynaskyna”. Também tocou com Bebel Gilberto e gravou os discos “Burguesia” e “Por Aí...” com Cazuza. 
Na década seguinte tocou com os artistas Claudio Zoli, Celso Blues Boy, Banda Black Rio e Ed Motta.

### Banda Alynaskyna
A banda Alynaskyna foi uma banda de Southern rock formada na cidade de Niterói-RJ pelos músicos Mário Ruy (Voz e Guitarra rítmica), Paulinho Guitarra (Guitarra principal), Sérgio Senna (Baixo elétrico), Serginho (Baterias) e Ralph (Teclados). O nome da banda vem de uma brincadeira com  nome da banda Lynyrd Skynyrd.
A banda logo tornou-se conhecida na cidade, principalmente após suas músicas serem tocadas à exaustão na rádio Fluminense FM. Até hoje o grupo é referência quando se fala na emissora citada. No embalo do sucesso, fizeram vários shows no Circo Voador, e em 1984 a banda teve o primeiro e único registro quando foram agraciados na coletânea "Rock 1984", lançado pelo selo Ariola da gravadora Barclay.

### Carreira Solo
Em 1991, Paulinho gravou o seu primeiro disco solo, Paulinho Guitarra, em vinil, com músicas autorais com influências latinas e negras. Este disco teve uma tiragem de apenas mil cópias, sendo, portanto, um item raro.
Em 2005 lançou Paulinho Guitarra & The Very Very Cool Cool Band, recheado de temas instrumentais, todos autorais, permeados de jazz, blues, rock, soul e funk, o primeiro álbum pela sua gravadora Very Cool Music.
Em 2008, lançou seu terceiro disco autoral solo "Trans Space", e segundo álbum pela Very Cool Music.
Em 2012 lançou seu quarto disco "Romantic Lovers – Sparkling Guitars from Paulinho Guitarra", e terceiro pela Very Cool Music.

## Discografia
Solo
- 1991: Paulinho Guitarra
- 2005: Paulinho Guitarra & The Very Very Cool Cool Band
- 2008: Trans Space
- 2012: Romantic Lovers – Sparkling Guitars from Paulinho Guitarra
- 2020: Baile na Suméria  (EP)

Participação em ouros projetos
- 1984: Coletânea "Rock 1984" - Músicas "Gosto de Você" e "Poesia do Amor" da banda Alynaskyna
- 1971: Tim Maia - Tim Maia
- 1972: Tim Maia - Tim Maia
- 1973: Tim Maia - Tim Maia
- 1975: Tim Maia Racional, Vol. 1 - Tim Maia
- 1976: Tim Maia Racional, Vol. 2 - Tim Maia
- 1971: Tim Maia - Tim Maia
- 1971: Tim Maia - Tim Maia
- 1983: De Repente - Carlos Dafé
- 1984: Fullgás - Marina Lima
- 1985: Todas - Marina Lima
- 1986: Todas Ao Vivo - Marina Lima
- 1987: Léo Gandelman - Léo Gandelman
- 1987: Virgem - Marina Lima
- 1989: Burguesia - Cazuza
- 1989: Hyldon - Hyldon
- 1991: Por Aí - Cazuza
- 1991: Coisas da Vida - Carlinhos Felix[17]
- 1992: Entre e Ouça - Ed Motta
- 2001: É Isso Aí - Paula Lima
- 2007: Ed Motta em DVD
- 2011: Tim Maia Racional, Vol. 3 - Tim Maia
- 2013: AOR  - Ed Motta
- 2015: Gerson King Combo & Tomba Orquestra - Gerson King Combo
- 2018: Combustão Global - Makimatrio
- 2018: Tromboneando - Serginho Trombone
- 2019: Sempre - Marcos Valle
- 2020: Cinzento - Marcos Valle

## Filmografia
- 2009 - Documentário de média-metragem "Paulinho Guitarra em Solos e Aventuras" (Direção: Cláudio Salles)[8][18]

## Prêmios e Honrarias
- 1999 - Descrito pela revista Guitar Player como o “criador da guitarra funk brasileira”.[6]
- 2009 - Eleito pela revista Guitar Player um dos "60 deuses da guitarra rítmica" do Brasil.[19]
- 2012 - Eleito pela revista Rolling Stone Brasil um dos 70 mestres brasileiros da guitarra e do violão.
- 2014 - Mencionado no livro “Heróis da guitarra brasileira” (Editora Irmãos Vitale), de autoria de Leandro Souto Maior e Ricardo Schott.[20]